# Rhyacia hydrilloides
Rhyacia hydrilloides là một loài bướm đêm trong họ Noctuidae.